# Obermühle (Kressbronn am Bodensee)
Obermühle ist ein Weiler der Gemeinde Kressbronn am Bodensee im baden-württembergischen Bodenseekreis in Deutschland.

## Lage
Der Weiler Obermühle liegt am Nonnenbach, rund eineinhalb Kilometer nordöstlich der Kressbronner Ortsmitte zwischen den anderen Ortsteilen und Weilern Arensweiler, Retterschen, Gattnau und Mittelmühle.

## Nonnenbach

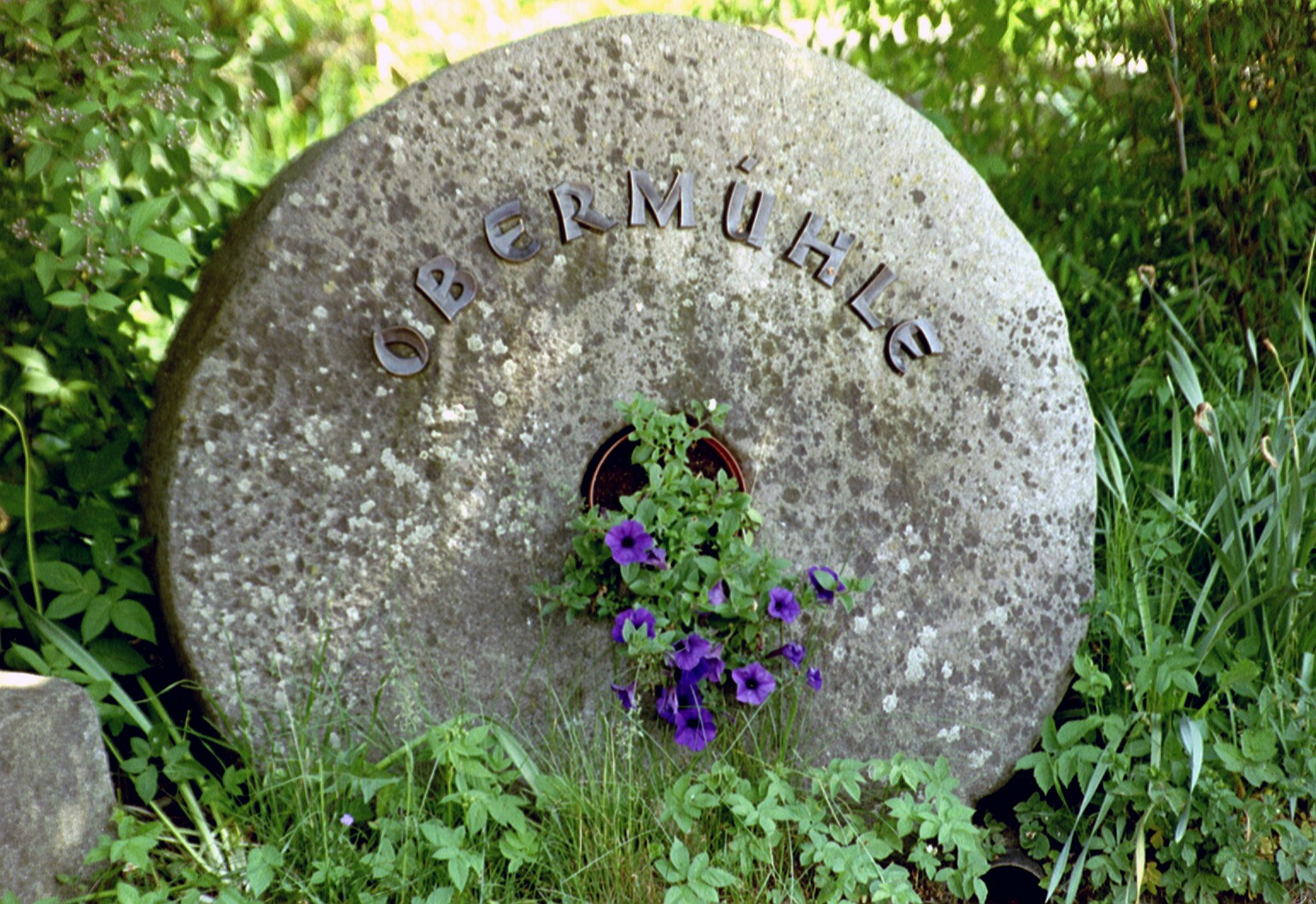
Mühlstein

Das Wasser des bei Achberg entspringenden Nonnenbachs diente früher zum Antrieb der Obermühle. Sein Tal ist zwischen Kressbronn und der bayerischen Landesgrenze als Landschaftsschutzgebiet „Seenplatte und Hügelland südlich der Argen und Nonnenbachtal“ ausgewiesen. Schutzzweck ist die Erhaltung der Schönheit und Eigenart der Kuppenlandschaft mit dem eingelagerten Bachtal und den bewaldeten Hügeln in ihrer landschaftlichen Vielfalt. Dieses Gebiet mit der sich abwechselnden landwirtschaftlichen Nutzung durch Wiesen-, Weiden-, Acker- und Obstbauflächen soll in seinem Erholungswert erhalten und gesichert werden.